# Ramble on Rose
«Ramble on Rose» es una canción de la banda estadounidense Grateful Dead. La canción apareció por primera vez en el álbum en vivo de 1972, Europe '72. Fue publicada más tarde en noviembre de 1972 como un sencillo promocional del álbum, junto con «Jack Straw» y «Mr. Charlie» como lado B.

## Escritura y temática
La canción fue escrita por el letrista Robert Hunter y compuesta por el vocalista Jerry García. Líricamente, «Ramble on Rose» es “una historia rodante de los Estados Unidos y cultura pop no tan estadounidense del siglo XX” con referencias a Jack el Destripador, Billy Sunday, Jack and Jill, Crazy Otto, Wolfman Jack, Mary Shelley y Frankenstein. La canción también trata un subtema con respecto a la dificultad lazos de la vida cotidiana y de perseverar frente a estas dificultades. Después de todo, según la letra de la canción: “la hierba no es más verde, el vino no es más dulce, en cualquier lado de la colina”. Robert Christgau, crítico de The Village Voice, describió la letra de la canción como: “Es mucho más que relajado bueno. Es relajado brillante”. En una entrevista para la revista Relix, Hunter le dijo a Dean Budnick: “De alguna manera nos reunimos sobre la marcha, verso por verso. Escribí la letra mientras ellos escribieron la música”.

## Composición y arreglos
La canción fue compuesta en un compás de 4
4 con un tempo de 60 pulsaciones por minuto y está escrita en la tonalidad de re mayor. Las voces van desde F#4 a G5. La música fue compuesta por Garcia antes que la letra.  De acuerdo a los autores Barry Barnes y Bob Trudeau, «Ramble on Rose» “es una canción divertida, alegre, fácil de bailar, con un tono refrescante e invitando a fuertes respuestas de la audiencia en ciertos puntos”.

## Recepción de la crítica
Un crítico de Glide Magazine describió la canción como “triunfante, aunque líricamente chapucera”. Sputnikmusic elogió el “maravilloso trabajo vocal” de la canción. Eprich de Daily Dose of the Dead la catalogó como “una de las mejores [canciones] de todos los tiempos”.  Por otro lado, en su reseña inicial para el álbum Europe '72, el crítico de la revista Down Beat, Michael Bourne, mencionó que la canción “tiene algunas de las mejores armonías country de todos los tiempos”. La revista Rolling Stone clasificó a «Ramble on Rose» como la canción #39 en la lista de las 50 mejores canciones de Jerry García, calificándola como “una vertiginosa cadena de alusiones verbales y musicales a escenas y canciones del pasado”. La canción fue incluida en el libro de Barry Barnes y Bob Trudeau, The Grateful Dead's 100 Essential Songs: The Music Never Stops.
Hunter declaró en una entrevista en Relix que «Ramble on Rose» es una de sus canciones favoritas en particular, y comentó que “hay algo divertido en esa canción”.

## Interpretaciones en vivo

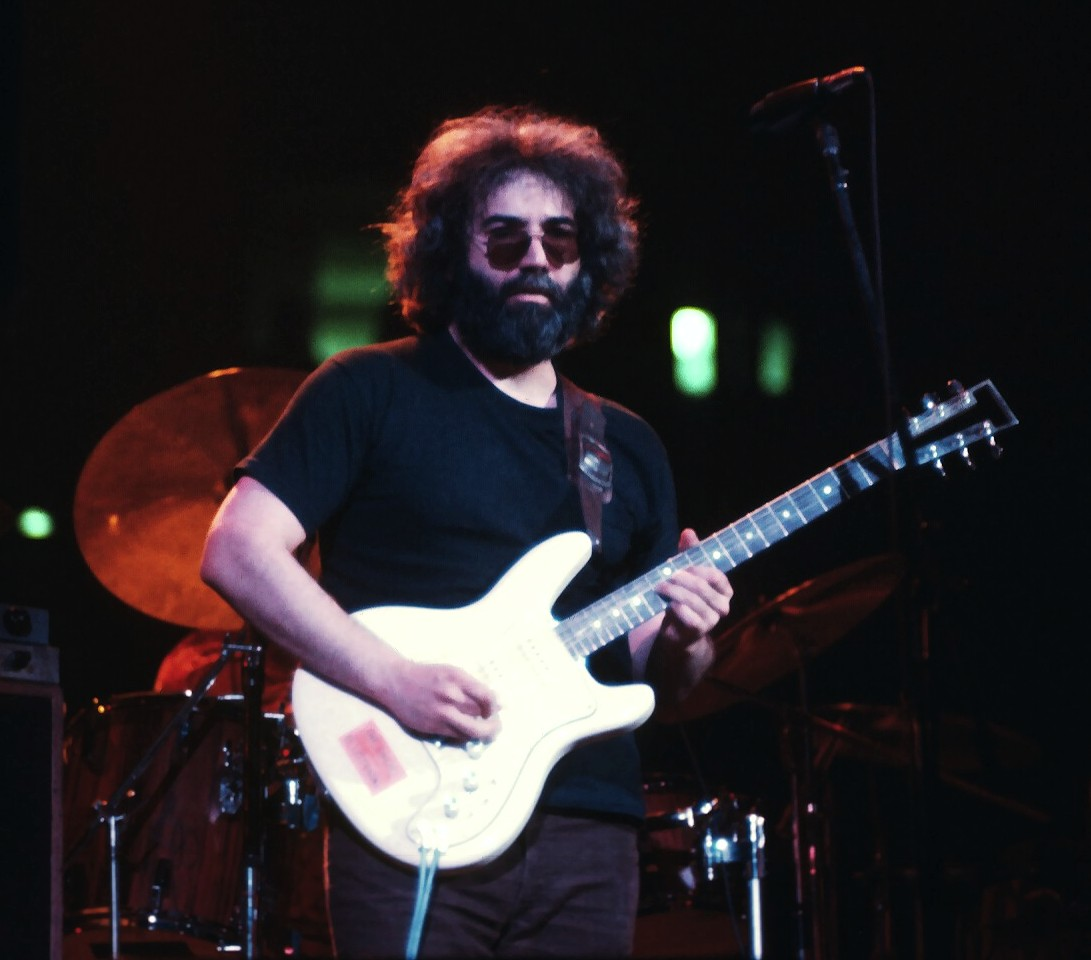
Jerry Garcia, compositor de la canción, actuando en mayo de 1977, en el Fox Theatre, en Atlanta, Georgia.

La canción se interpretó en vivo 316 veces. La primera presentación en vivo fue el 19 de octubre de 1971 en el Northrop Auditorium, en Minneapolis, Minnesota. Su última presentación en vivo fue el 27 de junio de 1995 en el The Palace, en Auburn Hills, Michigan. El primer lanzamiento formal fue una grabación de la canción realizada el 26 de mayo de 1972 en el Lyceum Theatre, en Londres, Inglaterra. Esta grabación fue publicada el 5 de noviembre de 1972 en el álbum en vivo Europe '72. Un lanzamiento en CD de las actuaciones en el Lyceum Theatre, titulado Lyceum Theatre, London, England 5/26/72, fue publicado el 29 de julio de 2022 como parte de la caja recopilatoria Lyceum '72: The Complete Recordings.